# Nicolas-Marie Quinette
Nicolas-Marie Quinette, baron de Rochemont, né à Paris le 16 septembre 1762 et mort à Bruxelles le 14 juin 1821, est un homme politique français.

## Biographie

### Début de carrière
Fils de Jean Quinette, avocat au parlement de Paris, et de  Mariette Pétronille Calais, Nicolas-Marie Quinette exerce à Soissons la profession de notaire quand survint la Révolution française. Tout d'abord hostile aux idées révolutionnaires, il finit par embrasser celles-ci. Il est nommé en 1791 administrateur de l’Aisne, puis élu député de ce département à l’Assemblée Législative, le douzième sur quatorze, avec 283 voix sur 533 votants.

### Le député d'extrême-gauche
Siégeant à gauche, il est l'un des membres les plus avancés de l'Assemblée. Le 25 novembre 1791, il est nommé au nouveau Comité de surveillance créé par l'Assemblée, en compagnie d'autres députés d'extrême-gauche comme Isnard ou Merlin de Thionville.
Il soutient vigoureusement le séquestre des biens des émigrés, puis la déclaration de guerre à l'Autriche le 20 mars 1792. 
Après le 10 août, il fait partie de la commission chargée d'examiner la conduite des ministres du roi déchu, et demande des poursuites contre le duc de Cossé-Brissac, commandant de la garde constitutionnelle de Louis XVI, assassiné un mois plus tard. Puis il est envoyé auprès de l'armée de La Fayette qui vient de déserter.

### Le montagnard
Le 4 septembre 1792, Quinette est réélu à la Convention nationale, le premier sur douze, par 525 voix sur 650 votants. Bien que siégeant sur les bancs de la Montagne, il tente de tempérer le 21 septembre la proposition de Collot d'Herbois au sujet de la proclamation de la république, arguant qu'il appartient au peuple français de se prononcer sur cette question.
Dans le même temps il effectue plusieurs missions auprès des armées. Il entre au comité d'instruction publique et est suppléant au comité des finances.
Le 6 décembre 1792 il fait adopter un décret au sujet du jugement du roi, qui crée la Commission des Vingt-et-un chargée de rédiger l'énoncé des crimes du souverain déchu.
Lors du procès de Louis XVI, il choisit de voter contre l'appel au peuple, pour la peine de mort et contre le sursis.
Le 23 mars 1793, il fait décréter la transformation du Comité de Défense générale en Comité de salut public, effective le 6 avril.

### Arrestation et captivité

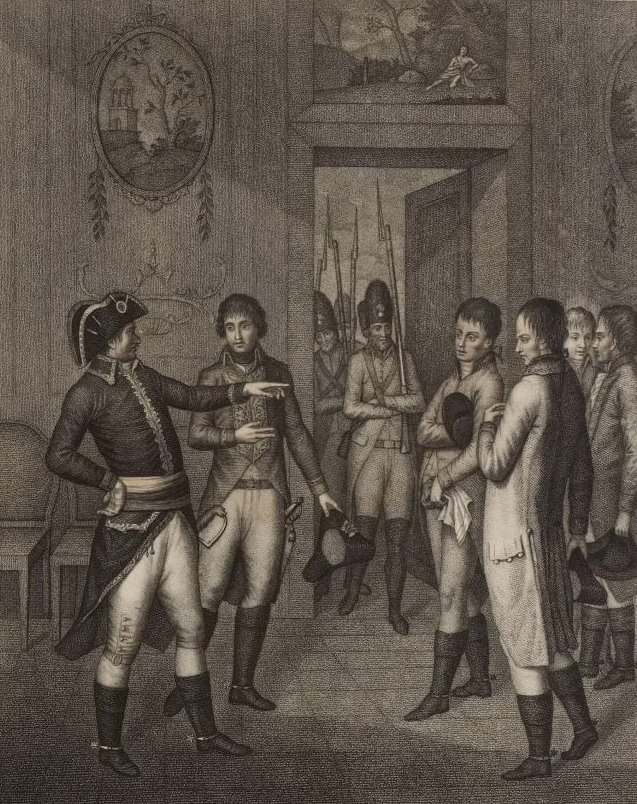
Dumouriez fait arrêter les députés François Lamarque, Armand-Gaston Camus, Nicolas-Marie Quinette, Jean Henri Bancal des Issarts et le ministre de la guerre Pierre Riel de Beurnonville.

Entretemps le 2 avril, il est envoyé à Saint-Amand avec le ministre de la Guerre Beurnonville et trois collègues procéder à l'arrestation du général Dumouriez. C'est alors qu'il est arrêté par celui-ci et livré aux Autrichiens du prince de Cobourg. Il reste enfermé avec ses collègues pendant plus de deux ans, dans des conditions de détention difficiles. Ils sont finalement libérés et échangés avec la future Madame Royale le 25 décembre 1795 à Bâle. Le nouveau Conseil des Cinq-Cents déclare alors qu'il a bien mérité de la patrie.

### Au Conseil des Cinq-Cents
Quinette reprend alors sa carrière politique et est élu en 1796 au conseil des Cinq-Cents par le département du Nord ainsi que par celui des Basses-Pyrénées. Il préside cette assemblée du 21 novembre 1796 au 20 décembre de la même année. Mais il est sorti de ce Conseil lors des élections de 1797 remportées par les royalistes. 
Il redevient ensuite administrateur de l'Aisne, puis est nommé par le Directoire à la régie de l'enregistrement et des domaines.

### Ministre de l'Intérieur (1799)
Le 22 juin 1799 (4 messidor an VII), Quinette est nommé ministre de l'Intérieur par le Directoire épuré à la suite du Coup d'État du 30 prairial. Il nomme son ami et ancien collègue à la Convention Roux-Fazillac chef de la première division du ministère. Sous la poussée néo-jacobine de l'été 1799, il demande en juillet à ses chefs de bureau de mener une enquête sur le patriotisme des fonctionnaires. 
Mais il ne fait pas preuve de grandes capacités au cours de son court ministère, il est révoqué par Bonaparte à la suite du Coup d'État du 18 Brumaire.

### Serviteur de l'empereur
Il se rallie finalement au nouveau régime et est nommé préfet de la Somme en 1800. Il fait preuve d'une grande modération dans ses fonctions et parvient à affermir le consensus autour du régime napoléonien. En tant que préfet de la Somme, il accueille en 1802 au congrès d'Amiens les plénipotentiaires français, britanniques, espagnols et néerlandais. En 1808 Napoléon le nomme Chevalier, puis Baron de l'Empire en 1810.
Quinette reçoit ensuite la charge conseiller d’État en 1810 et devient directeur général de la comptabilité des communes la même-année. À ce poste, il travaille à la rédaction d'un tableau général de la comptabilité des grandes villes de l'Empire, qu'il présente en 1813 ainsi qu'un résumé du budget de toutes les communes.
Il adhère en 1814 à la déchéance de Napoléon puis se retire dans sa propriété aux environs de Paris.

### Les Cent-Jours et la commission de gouvernement
Lors des Cent-Jours, le baron Quinette se rallie de nouveau à l'empereur. Ce dernier lui confie une mission extraordinaire dans l'Eure, la Seine-Inférieure et la Somme, ce qui lui vaut de siéger à la chambre des pairs impériale à partir du 2 juin 1815. Il ne prend la parole qu'à une seule occasion, afin de soutenir la proposition de La Fayette de déclarer la permanence des chambres et d'armer toutes les gardes nationales de l'empire.
Le 22 juin 1815, après Waterloo, Quinette est nommé membre de la Commission de gouvernement provisoire présidée par Fouché. Avec son collègue Carnot, autre ancien régicide, il est farouchement opposé au retour des Bourbons. Sa préférence va à la restauration de la république.
Le 28 juin à la Chambre des pairs, il prononce un habile discours éludant la question de l'avènement de Napoléon II, satisfaisant ainsi malgré lui Fouché, d'ores et déjà rallié aux Bourbons.

### Exils
Le retour de Louis XVIII signifie la fin de la carrière de Quinette. Banni sous la Restauration par la loi contre les régicides de 1816, il s’embarque pour les États-Unis. À son arrivée à New York, il est chaleureusement accueilli par d'autres émigrés français, notamment Joseph Bonaparte. 
En 1818, il s'embarque pour l’Angleterre, se fixe un temps à Liverpool puis enfin se retire à Bruxelles, où il finit ses jours. Il meurt en 1821 d'une attaque d'apoplexie.